# Nowy cmentarz żydowski w Krakowie

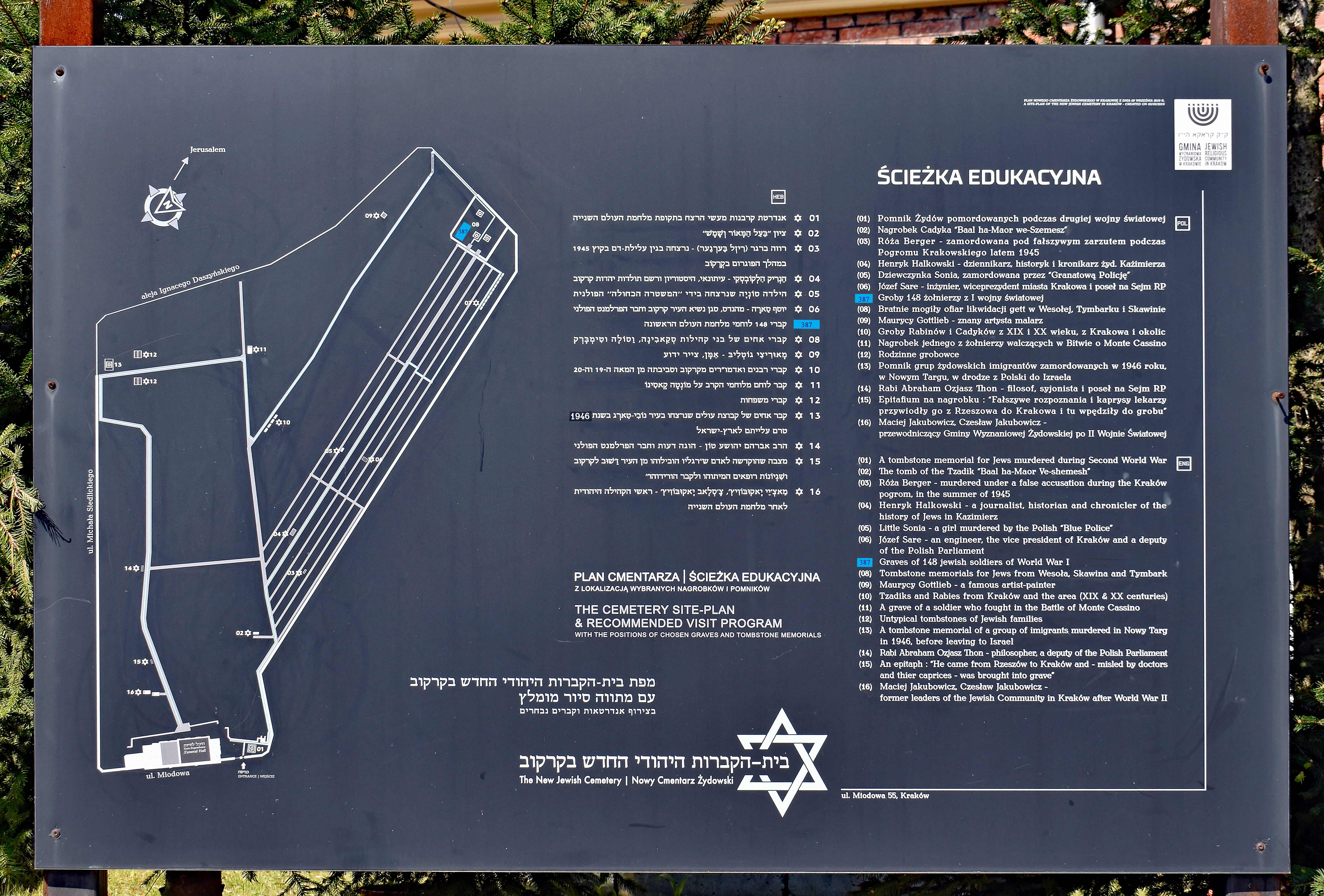
Plan nekropolii

Nowy cmentarz żydowski – zabytkowy kirkut znajdujący się w Krakowie w dzielnicy II Grzegórzki przy ul. Miodowej 55, na Grzegórzkach.
Cmentarz został założony w 1800 roku na gruncie kupionym przez gminę żydowską od augustianów. W 1836 roku teren cmentarza powiększono o dalszy kawałek zakupiony od zakonników. Podczas II wojny światowej cmentarz został zamknięty przez Niemców, a macewy sprzedane kamieniarzom. Po zakończeniu wojny inż. Stending odnalazł na terenie niemieckiego obozu w Płaszowie wiele nagrobków i znów umieścił je na cmentarzu. W 1957 roku przeprowadzono uporządkowanie terenu ze środków Joint Distribution Committee. 
Cmentarz ma powierzchnię ok. 3,1 ha, lapidarium, pomnik oraz 10000 nagrobków (najstarszy z 1809 roku). Na terenie cmentarza jest wiele płyt upamiętniających śmierć Żydów zabitych podczas II wojny światowej oraz zamordowanych po wojnie. Na kirkucie znajduje się także dom przedpogrzebowy, projektu Władysława Kleinbergera, zbudowany w 1903 roku. 

## Pochowani

### Rabini
- Chaim Arie Leibusz Horowitz (zm. 1904) – rabin Krakowa.
- Aleksander Sender Herszel Landau (zm. 1856) – rabin Krakowa.
- Cwi Hirsz Dawid ha-Lewi (zm. 1831) – rabin Krakowa.
- Josef Nechemia Kornitzer (zm. 1933) – rabin Krakowa.
- Szymon Schreiber (zm. 1883) – rabin Krakowa.
- Ozjasz Thon (zm. 1936) – rabin synagogi Tempel i poseł na Sejm II Rzeczypospolitej.

Cadykowie i chasydzi
- Aron Elimelech Szneur Zalman z Krosna (zm. 1923) – cadyk.
- Aron Epstein (zm. 1881) – cadyk.
- Kalonimus Kalman Epstein (zm. 1832) – cadyk.
- Szlomo Zalman z Wielopola (zm. 1857) – cadyk.
- Samuel Teitelbaum (zm. 1888) – rabin Gorlic.

### Dajani
- Mosze Jaakow Dembitzer (zm. 1863) – dajan Krakowa.
- Pinchas Elijahu Dembitzer (zm. 1920) – dajan Krakowa.
- Abraham Golds (zm. 1825) – dajan Krakowa.
- Abraham Jener (zm. 1876) – dajan Krakowa.
- Jehuda Liber Korngold (zm. 1811) – dajan Krakowa.
- Akiba Kornitzer (zm. 1892) – dajan Krakowa.
- Samuel Kornitzer (zm. 1941) – dajan Krakowa.
- Saul Rafael Landau (zm. 1854) – dajan Krakowa.
- Icchak Cwi Hirsz Lemler (zm. 1824) – szames, darszan i dajan w synagodze Izaaka.
- Mosze Elijahu Neimenc (zm. 1838) – dajan Krakowa.
- Meszulam Feiwel Stern (zm. 1837) – dajan Krakowa.

### Inne osoby
- Ignacy Akerman (zm. 2007) – działacz społeczności żydowskiej.
- Aleksander Ameisen (zm. 1961) – lekarz, szachista.
- Zofia Ameisenowa (zm. 1967) – profesor Uniwersytetu Jagiellońskiego, kustosz Biblioteki Jagiellońskiej.
- Izaak Bauminger (zm. 1930) – przemysłowiec, działacz społeczności żydowskiej.
- Róża Berger (zm. 1945) – ofiara antyżydowskich zamieszek na Kazimierzu.
- Roma Weissglas z Silberstelnów (1885-1924)- żona Dr. med. Wilhelma Weissglasa
- Daniel Dawid Bertram (zm. 2009) – ostatnia w Krakowie osoba wywodząca się z rodu kapłańskiego.
- Jehuda Birnbaum (zm. 1917) – prezes krakowskiej gminy żydowskiej.
- Karol Buczyński (zm. 1981) – adwokat.
- Ruth Buczyńska (zm. 2012) – adwokat.
- Maria Bujańska (zm. 1999) – pisarka, poetka i pianistka.
- Jakub Drobner (zm. 1896) – lekarz i uczestnik powstania styczniowego.
- Maria Einhorn-Susułowska (zm. 1998) – psycholog kliniczna.
- Irena Fessel (zm. 2008) – tłumaczka, chemiczka, pracownik naukowy.
- Maksymilian Fiszgrund (zm. 1978) – dziennikarz, działacz społeczności żydowskiej.
- Ludwik Flaszen (zm. 2020) - teatrolog i reżyser tatralny, współzałożyciel Teatru 13 Rzędów.
- Abram Fogel (zm. 1984) – kantor synagogi Remuh.
- Jerzy Gert (zm. 1969) – dyrygent i kompozytor.
- Mieczysław Goldsztajn (zm. 2001) – neurolog.
- Jan Goślicki (zm. 2006) – eseista, tłumacz.
- Maurycy Gottlieb (zm. 1879) – malarz.
- Henryk Halkowski (zm. 2009) – historyk, publicysta i tłumacz.
- Chaim Hanft (zm. 1951) – rzeźbiarz, metaloplastyk, malarz, ilustrator książek.
- Czesław Jakubowicz (zm. 1997) – prezes Gminy Wyznaniowej Żydowskiej w Krakowie.
- Maciej Jakubowicz (zm. 1979) – prezes Kongregacji Wyznania Mojżeszowego w Krakowie.
- Tadeusz Jakubowicz (zm. 2024) – prezes Gminy Wyznaniowej Żydowskiej w Krakowie.
- Nesanel Kichler (zm. 1983) – działacz ruchu robotniczego.
- Łucjan Kops (zm. 2015) – naukowiec, prof. dr inż. Uniwersytet McGilla.
- Ignacy Krieger (zm. 1889) – fotograf, jeden z pionierów fotografii w Polsce.
- Józef Kwiatek (zm. 1910) – działacz socjalistyczny i dziennikarz.
- Stanisław Lack (zm. 1909) – poeta, myśliciel, krytyk literacki i teatralny.
- Abraham Lesman (zm. 1984) – rzezak, ostatni kantor synagogi Tempel.
- Aron Marcus (zm. 1916) – współtwórca ortodoksyjnego syjonizmu.
- Artur Markowicz (zm. 1934) – malarz i grafik.
- Józef Oettinger – profesor Uniwersytetu Jagiellońskiego.
- Maria Orwid (zm. 2009) – lekarz-psychiatra.
- Szymon Platner (zm. 1994) – ostatni żydowski mieszkaniec Brzeska.
- Ferdynand Rajchman (zm. 1999) – filolog klasyczny.
- Maksymilian Rose (zm. 1937) – neurolog, neuroanatom i psychiatra.
- Józef Rosenblatt – profesor Uniwersytetu Jagiellońskiego.
- Ignacy Rosenstock (zm. 1935) – działacz sportowy, sędzia piłkarski, współzałożyciel i pierwszy redaktor naczelny „Przeglądu Sportowego”.
- Szymon Samelsohn (zm. 1881) – prezes krakowskiej gminy żydowskiej.
- Józef Sare (zm. 1929) – architekt, wiceprezydent Krakowa, poseł na Sejm Krajowy.
- Adolf Sas (1878-1951) – podpułkownik lekarz Wojska Polskiego
- Mieczysław Staner (zm. 2003) – pisarz i wykładowca.
- Samuel Tilles (zm. 1937) – adwokat, przewodniczący gminy żydowskiej w Krakowie.
- Jonatan Warschauer (zm. 1880) – lekarz, dobroczyńca biednych Żydów.
- Maurycy Wiener (zm. 1990) – adwokat, przewodniczący krakowskiego oddziału TSKŻ.
- Renata Zisman (zm. 1999) – pianistka, pedagog.

### Groby symboliczne
Na cmentarzu znajduje się wiele symbolicznych grobów i tablic pamięci upamiętniających osoby zamordowane podczas II wojny światowej oraz osoby, które zostały pochowane na innych cmentarzach:
- Maurycy Allerhand (zm. 1942) – prawnik, profesor Wydziału Prawa Uniwersytetu Lwowskiego.
- Mordechaj Gebirtig (zm. 1942) – poeta i pieśniarz ludowy.
- Zofia Jasińska-Filipowska (zm. 2003) – aktorka teatralna.
- Rafał Landau (zm. 1941) – prezes gminy żydowskiej w Krakowie.
- Wanda Ładniewska-Blankenheimowa (zm. 1995) – rzeźbiarka.
- Chris Schwarz (zm. 2007) – fotograf, założyciel Muzeum Galicja.
- Leon Sternbach (zm. 1940) – filolog klasyczny i bizantynista.
- Henryk Vogler (zm. 2005) – pisarz i krytyk literacki.

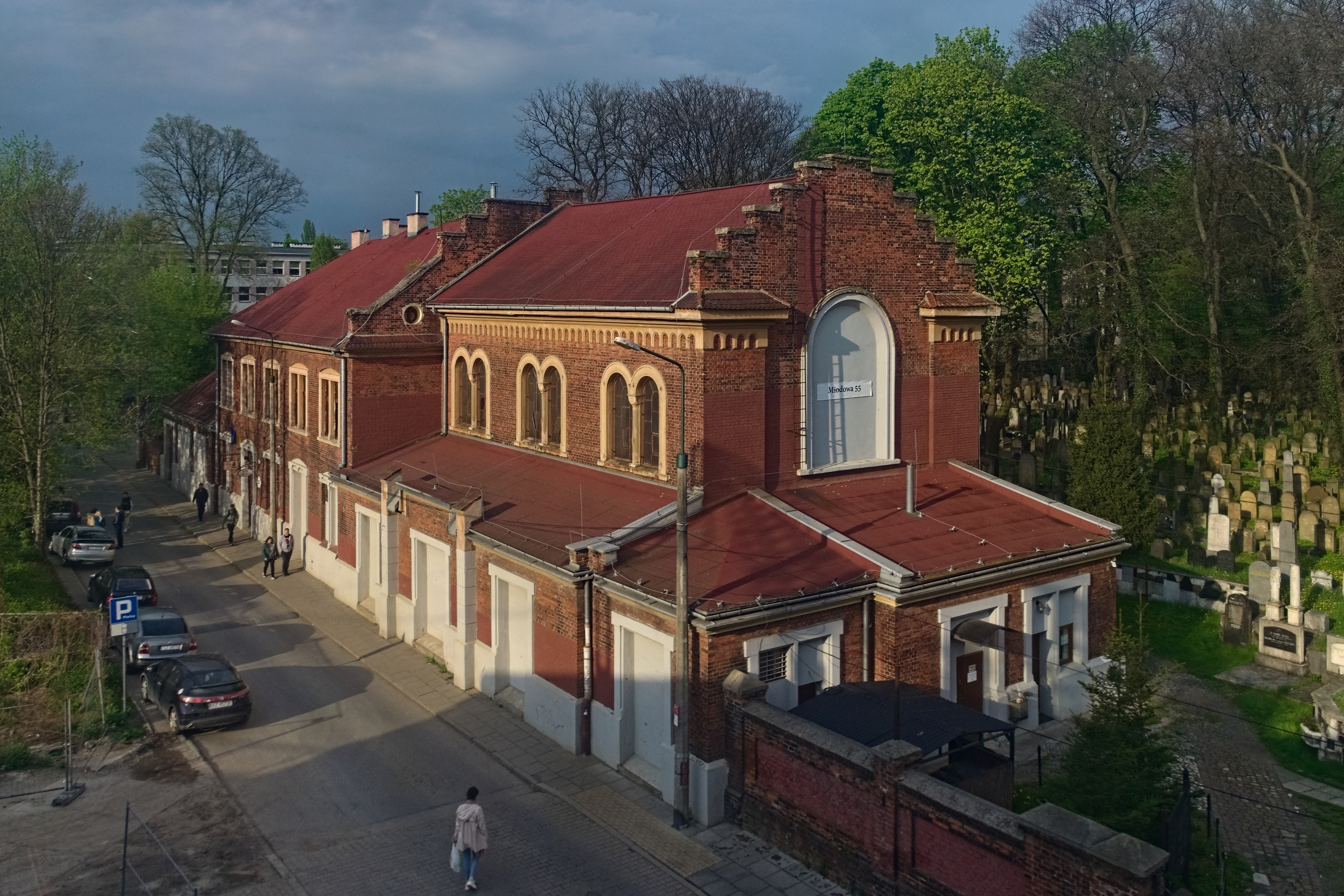
Dom przedpogrzebowy
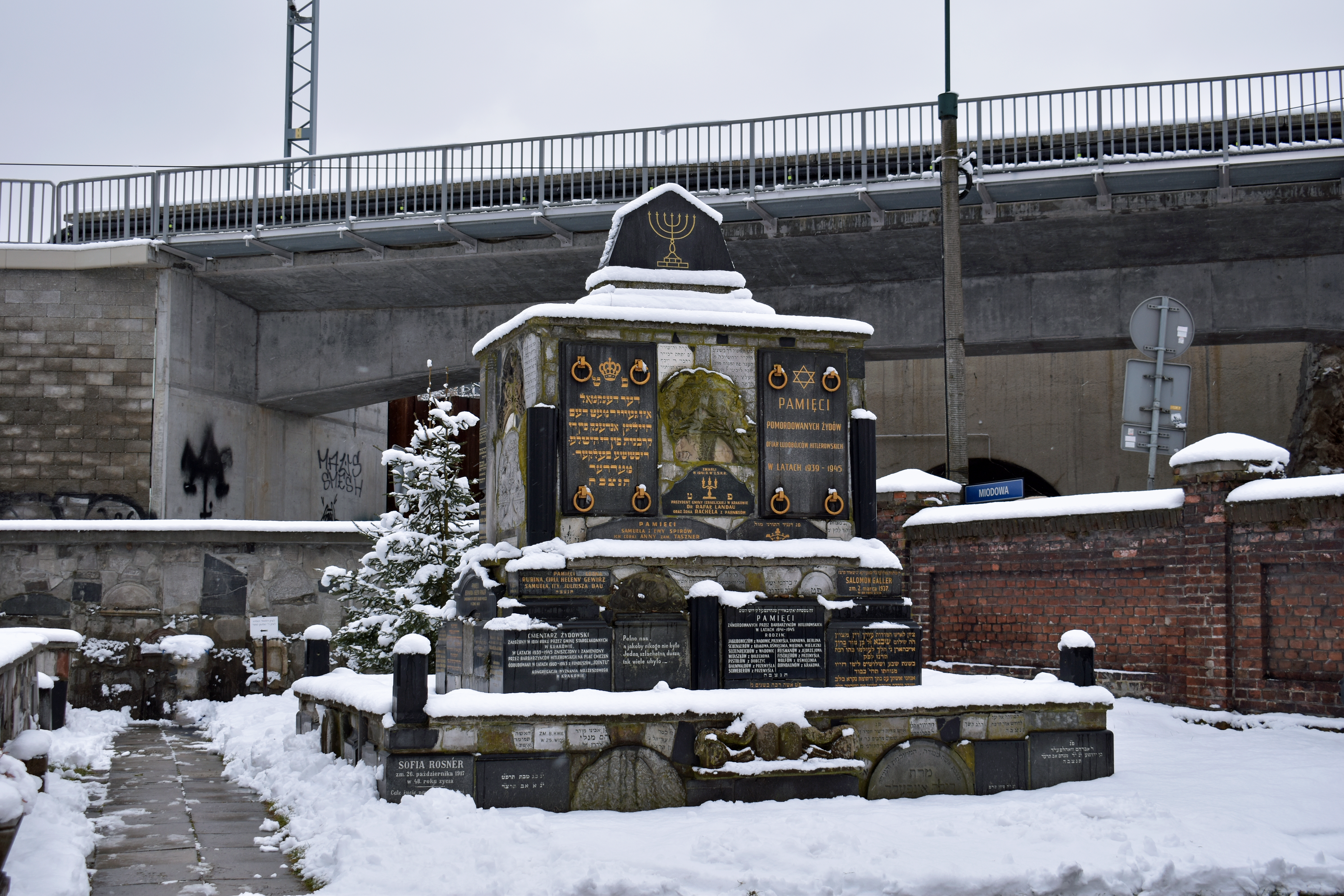
Pomnik
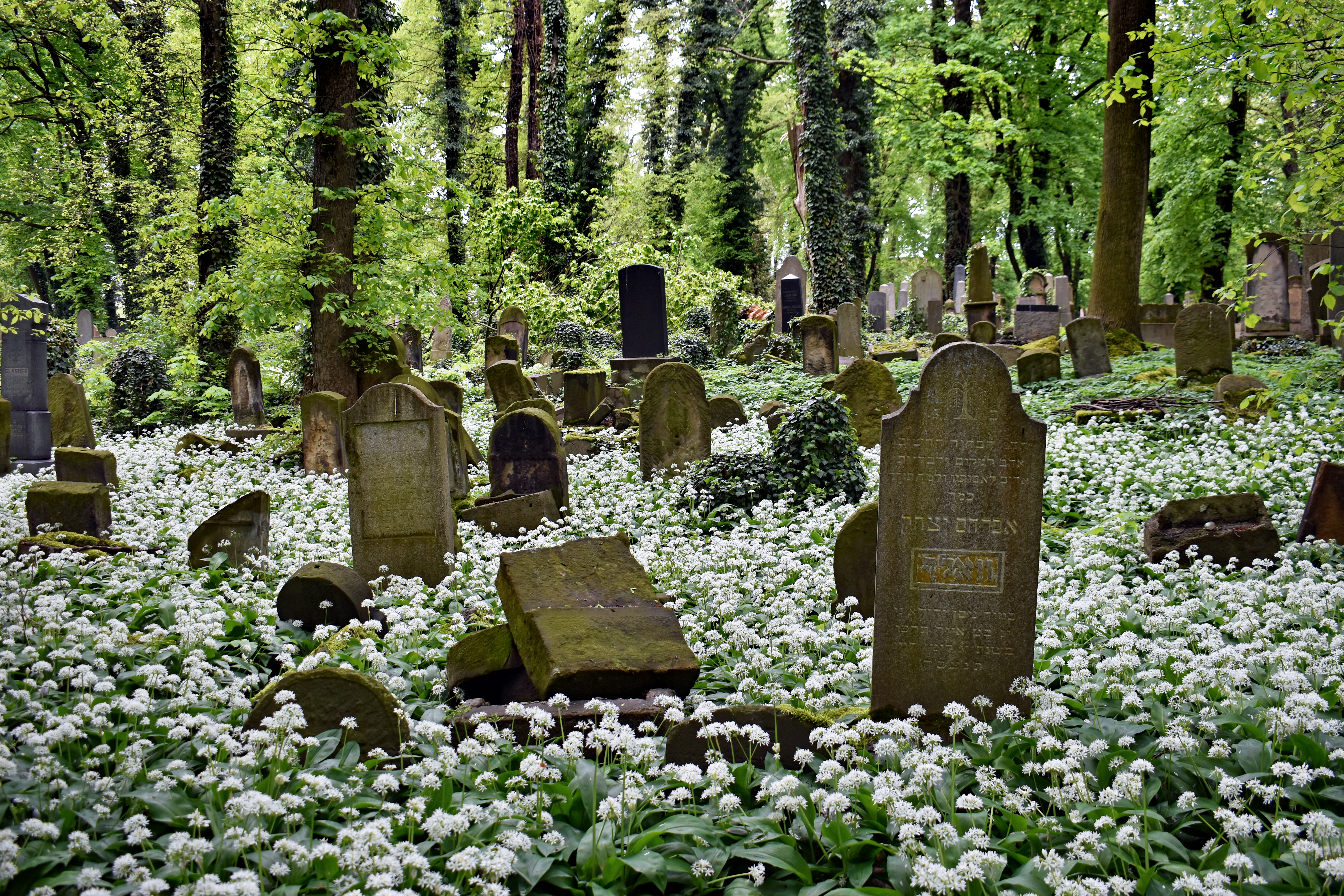
Część wschodnia
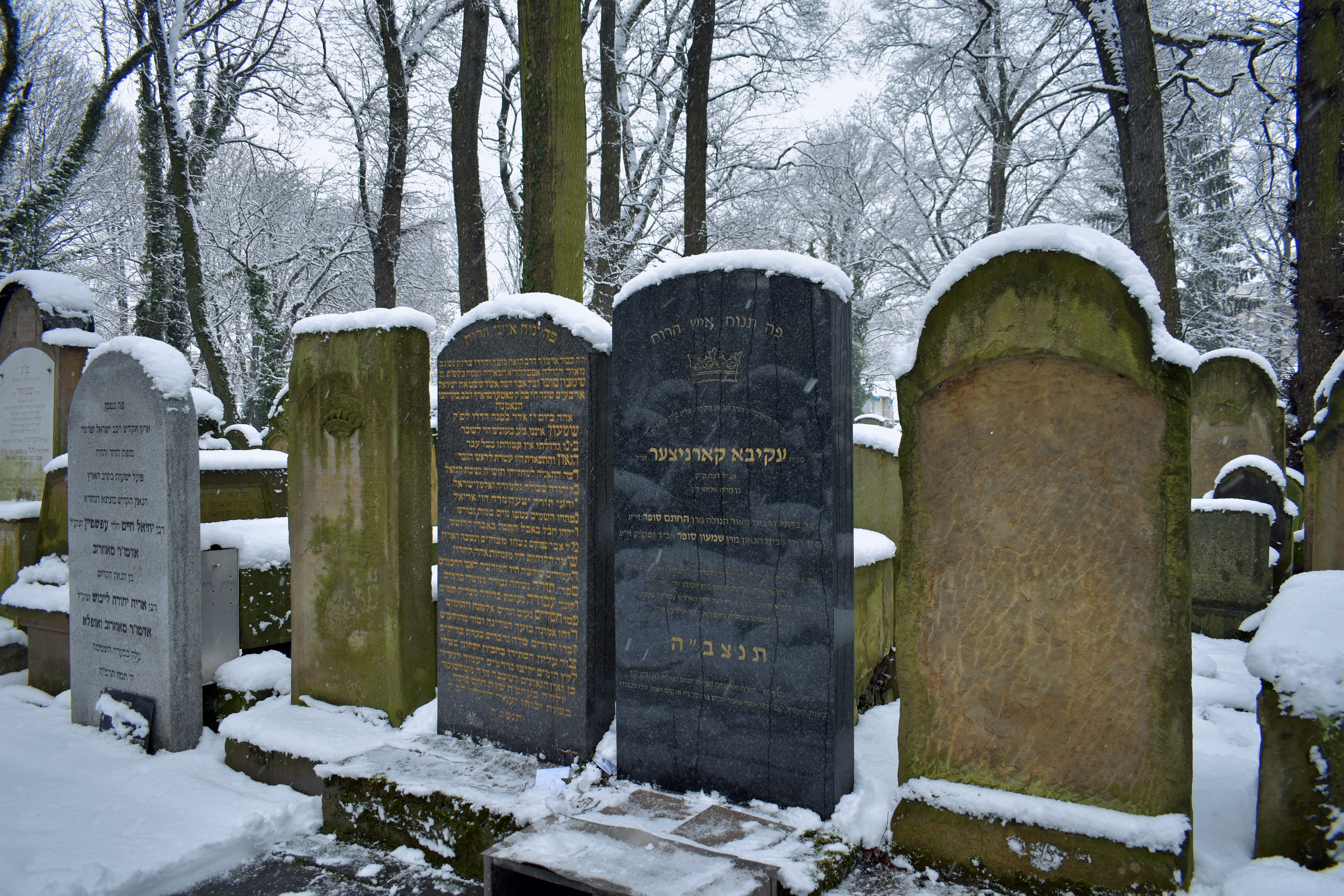
Macewy cadyków i rabbich z Krakowa i okolic (XIX i XX wiek)
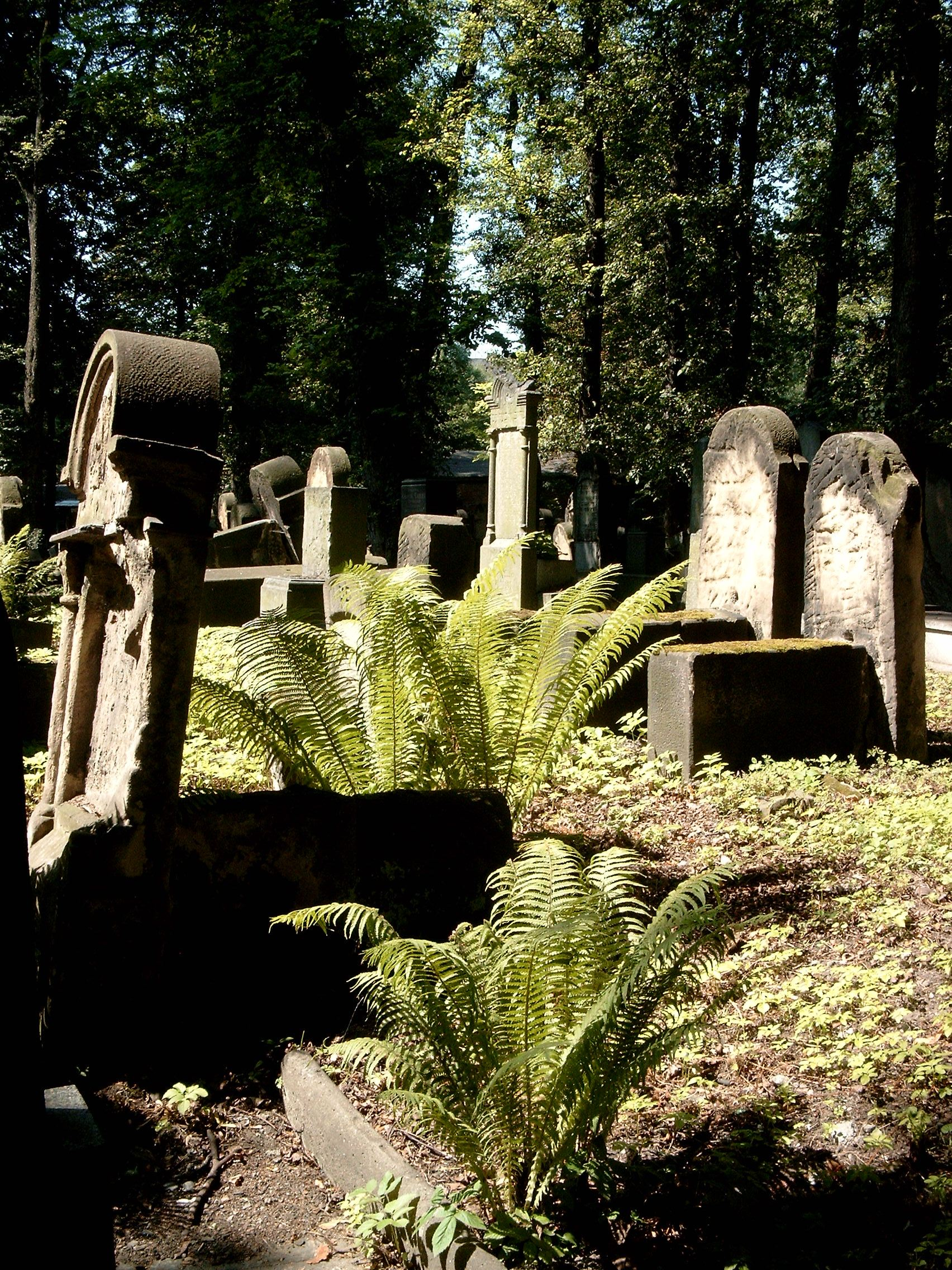
Macewy na cmentarzu
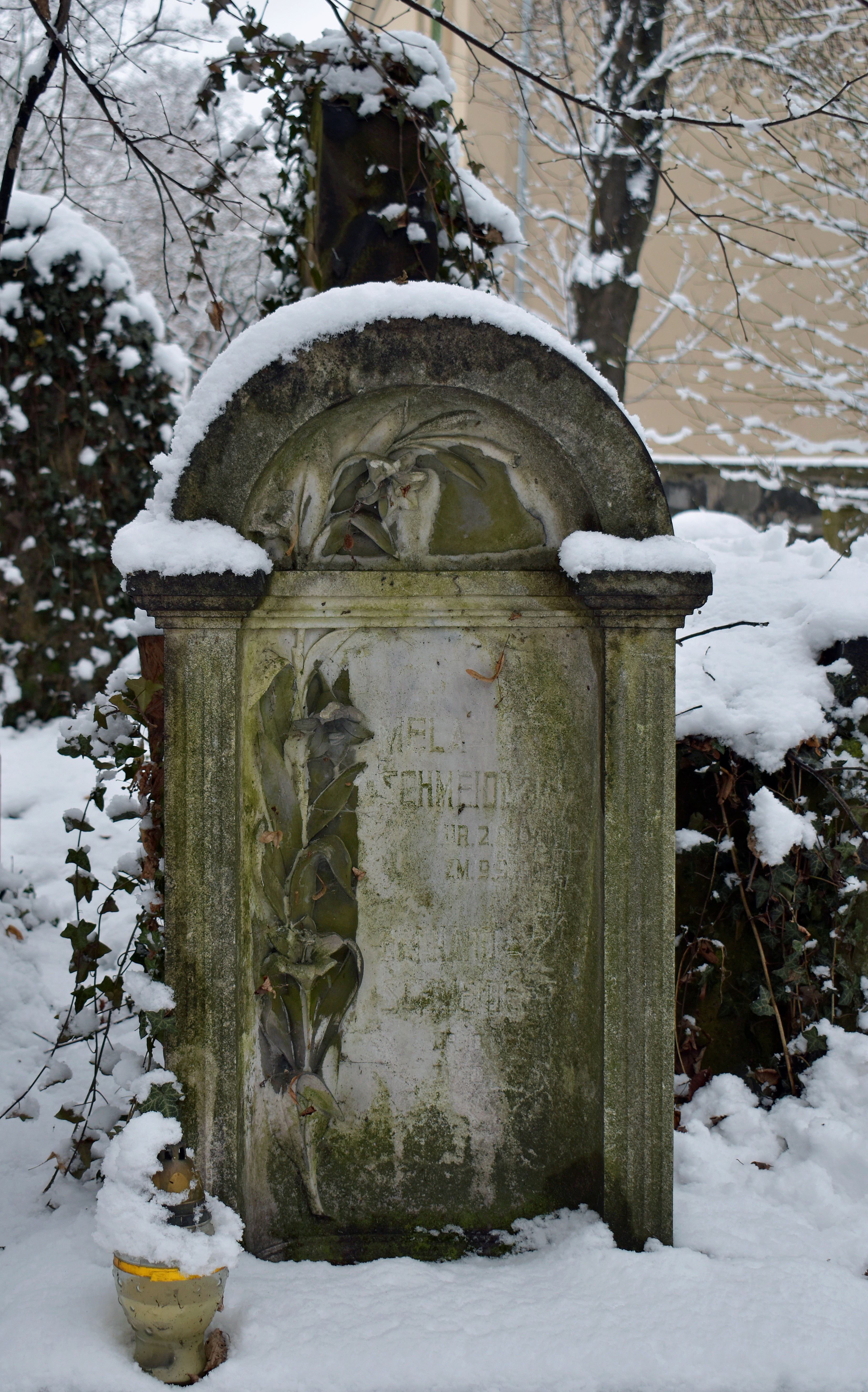
Macewa
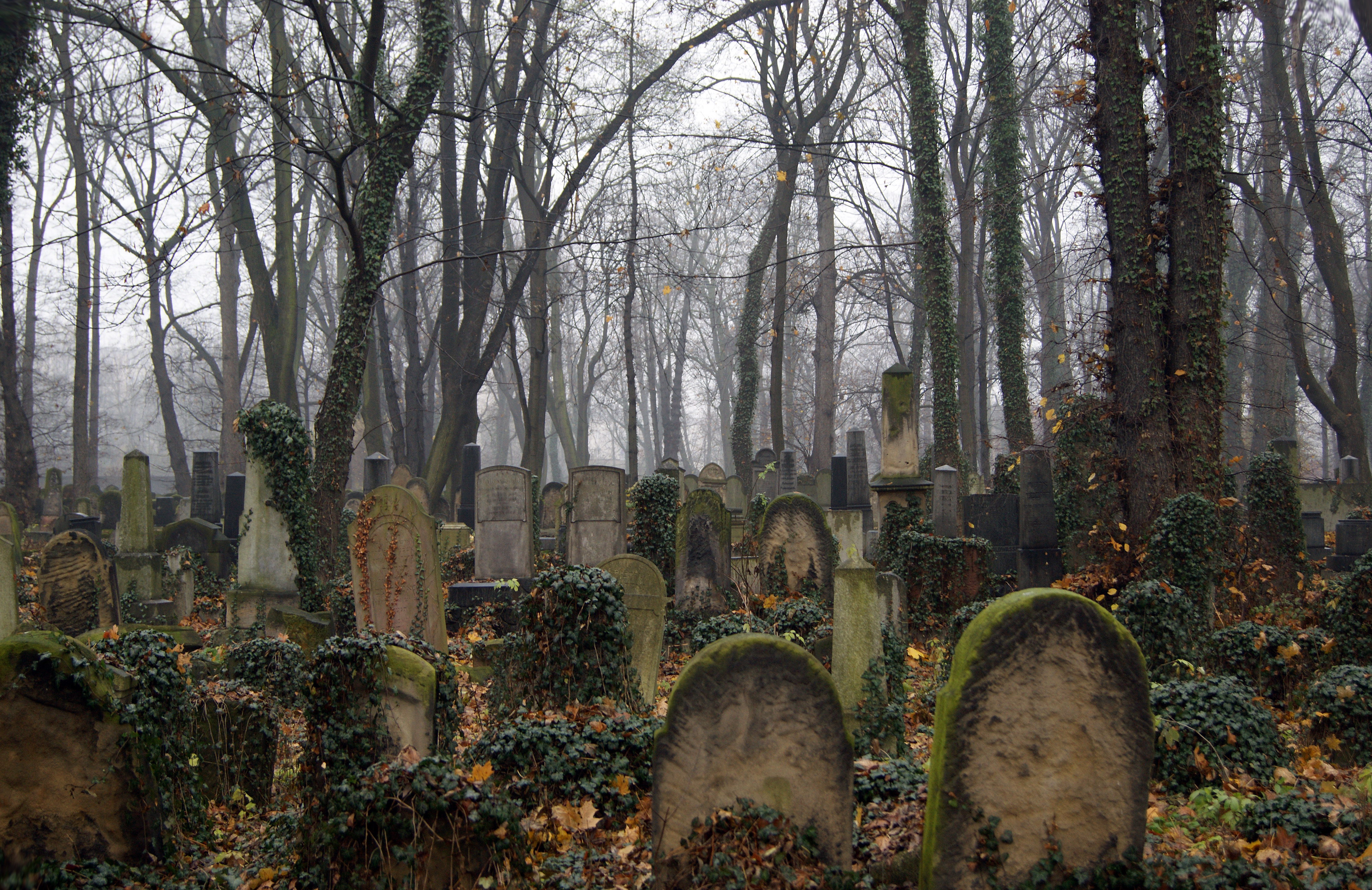
Widok ogólny
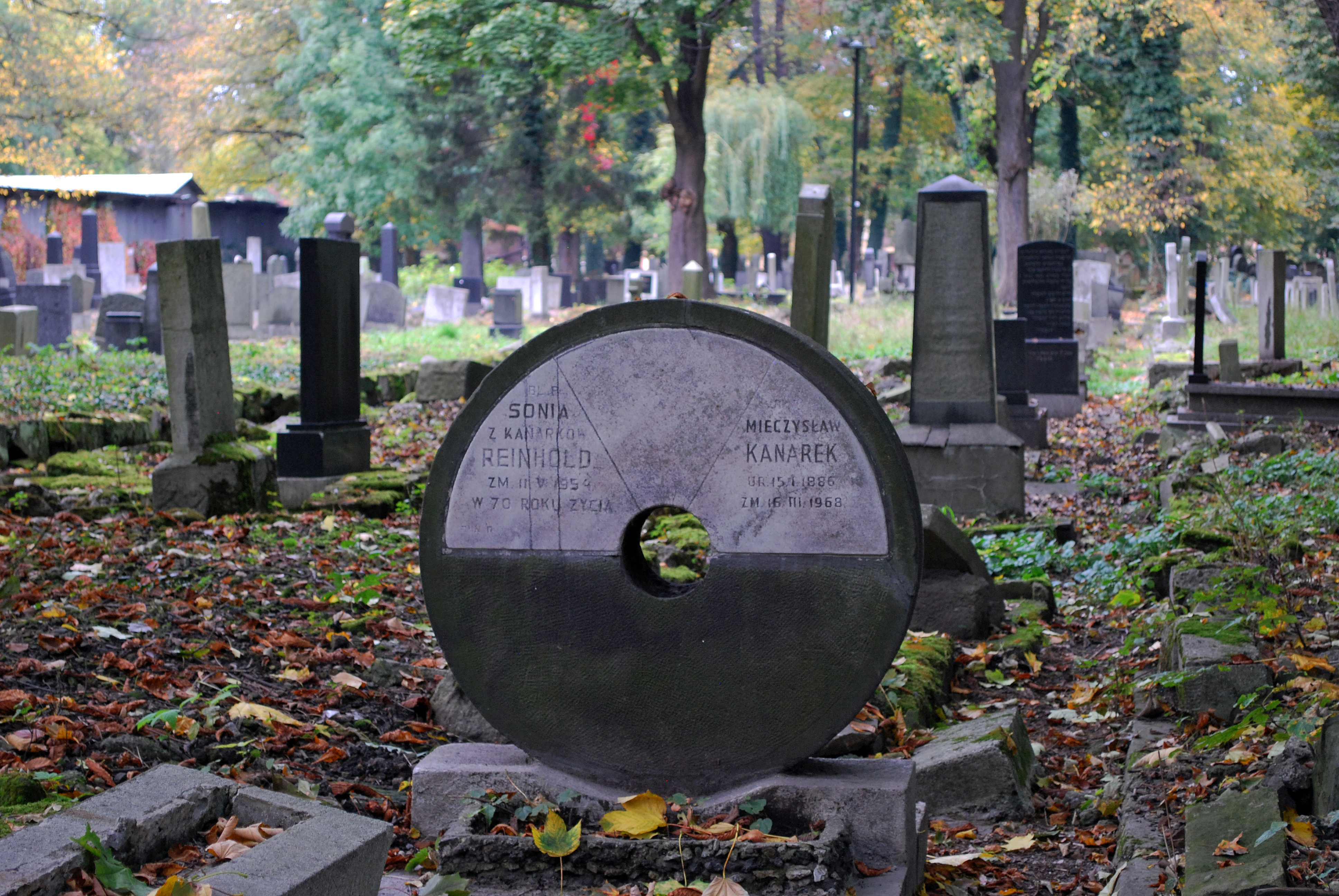
Macewa oryginalna w formie